# シエラレオネの政治
シエラレオネの政治（シエラレオネのせいじ）は、共和制であり、また憲法に基礎を置く立憲政治である。議会は一院制である。
1961年にイギリスからの独立を達成してイギリス連邦の一員となり、1971年に共和制に移行、1978年に一党独裁政治となるが、1991年に複数政党制となった。
- 大統領：ジュリアス・ビオ(Julius Maada Bio、2018年4月4日就任、シエラレオネ人民党（SLPP）)
- 副大統領：モハメド・ジュルデ・ジャロー（Mohamed Juldeh Jalloh、2018年4月4日就任、シエラレオネ人民党（SLPP））

在シエラレオネ日本大使館・総領事館はシエラレオネ国内に設置されていない。在ガーナ大使館が、在シエラレオネ大使館を兼轄している。

## 政党
- シエラレオネ国民会議 (NCSL) - クリオ（クレオール）中心。
- 統一人民党（UPP）- クリオ
- 全人民会議（APC）- テムネ族中心。
- シエラレオネ人民党（SLPP）- メンデ族中心。
- 人民国家党（PNP）
- 独立直選挙推進運動（EBIM）- シアカ・スティーブンスが設立。
- シエラレオネ進歩運動（SLPM）
- 人民民主改革運動（PMDC）- 2006年1月19日新しく正式に登録された政党でリーダーはチャールズ・マルガイ。